# Министерство развития человеческих ресурсов
Министерство развития человеческих ресурсов (Индия) отвечает за развитие человеческих ресурсов. Министерство состоит из двух департаментов: Департамента школьного (начального) образования и грамотности и Департамента высшего (среднего и послесреднего) образования. Бывшее Министерство образования в настоящее время функционирует в рамках этих двух ведомств, по состоянию на 26 сентября 1985 года.
Министру помогает единый государственный министр и государственный министр по развитию людских ресурсов.

## Структура
Министерство состоит из восьми бюро, и большая часть его работы осуществляется через более чем 100 автономных организаций в рамках этих бюро
- Индийский Совет по исследованиям в социальных науках
- Индийский Совет исторических исследований
- Индийский Совет философских исследований
- 39 университетов штатов
- Индийский институт перспективных исследований
- Техническое образование
  - Всеиндийский совет технического образования
  - Совет архитектуры
  - 13 Индийских технологических институтов
  - 5 Индийских институтов науки, образования и исследований
  - 7 Индийских институтов менеджмента
  - 30 Национальных института технологий
  - 5 Индийских институтов информационных технологий
  - 4 Национальных института технико-педагогических исследований
- Другие:
  - Национальный университет планирования образования и управления
  - Национальный книжный трест
  - Национальный совет по аккредитации
  - Национальная комиссия по делам меньшинств учебных заведений
  - Национальный совет по исследованиям в области образования и профессиональной подготовки
  - Центральный совет среднего образования
  - Национальный институт открытого образования
  - Центральная тибетская школа администрации
  - Национальный фонд социально-бытового обслуживания для преподавателей
- Межвузовские центры
  - Ядерный научный центр, Нью-Дели
  - Межвузовский центр астрономии и астрофизики, Пуна
  - Информационно-библиотечные сети, Ахмедабад
  - Консорциум образовательных коммуникаций
  - Совет национальной оценки и аккредитации, Бангалор